# Карл Граймс
Карл Граймс (англ. Karl Grimes) — вигаданий персонаж, один із головних героїв серії коміксів «Ходячі мерці», його роль зіграв Чендлер Ріггз в однойменному американському телесеріалі. Персонаж був створений письменником Робертом Кіркманом і художником Тоні Муром і дебютував у «Ходячих мерцях» #2 у 2003 році. В обох формах медіа Карл є сином Ріка Граймса та Лорі Граймс.
У серії коміксів Карл починає як звичайна та невинна дитина, але коли події нового світового порядку змушують його дорослішати, він стає холоднішим і іноді приймає абсолютно зухвалі рішення на користь групи. Розвиток персонажа подібний у телевізійному серіалі, де він приймає черству особистість, що вводить його в протиріччя з батьком, який бажає зберегти дитячу мораль і невинність Карла, наскільки це можливо. Поміркувавши, Карл зрештою відновлює своє почуття моралі, зберігаючи перевагу виживання. У той же час його батько починає втрачати свою моральність, що в кінцевому підсумку призводить до конфлікту Карла з ним з різних причин, зокрема щодо допомоги незнайомцям у біді. Карл також є однією з причин, чому Рік врятував життя Ніґана.
За виконання ролі Карла Ріггз отримав премію «Сатурн» за найкращу роль молодшого актора в телевізійному серіалі в 2014 і 2016 роках. Він також був номінований на премію Молодий актор за найкращу роль у телевізійному серіалі — провідний молодий актор у 2012 році, 2013, а в 2014 виграв.

## Поява
Карл — єдиний син заступника шерифа Ріка Граймса та його дружини Лорі Граймс. Коли мертві воскресають, Лорі везе Карла в нібито безпечну зону в Атланті, штат Джорджія, разом із партнером Ріка, Шейном Волшем. Лорі та Карл приєднуються до групи вцілілих на околиці Атланти, яку сформував та очолив Шейн. Там вони зрештою возз'єднуються з Ріком. Незважаючи на те, що Карлу всього сім років, його вчать стріляти з пістолета. Це стане в нагоді, коли він рятує свою матір від нападника. Пізніше він змушений убити нестабільного Шейна, щоб захистити свого батька.
Після того, як група ховає Шейна та залишає Атланту, Карл був поранений бригадиром ранчо Отісом під час пошуку припасів у лісі Тих, хто вижив, доставляють на ферму роботодавця Отіса, ветеринара Гершеля Ґріна, який успішно лікує Карла. Група залишається на фермі кілька днів, поки напруга не змусить Гершеля виселити їх.